# Ґінкго
Ґінкго, також ґінко (Ginkgo) — рід унікальних листопадних голонасінних рослин. Він включає цілу низку викопних видів і тільки один сучасний вид ґінкго дволопатеве — високе (до 40 м) дерево з розлогою кроною і товстим (до 1 м) стовбуром

## Біологічний опис
Ґінкго дволопатеве — дерево висотою до 40 м і діаметром стовбура до 4,5 м. Крона спочатку пірамідальна, із віком розростається.
Це листопадна рослина з унікальною для сучасних голонасінних форм листя — дволопатевою пластинкою шириною 5—8 см, на тонкому черешку довжиною до 10 см. Жилки з дихотомічним розгалуженням. Розвивається листя або на довгих пагонах поодинці й швидко, або на укорочених, але групами по два—чотири та повільно.
Рослина дводомна, на чоловічих рослинах у сережкоподібних утвореннях, що складаються зі спорангіїв (колосках), розвивається пилок. На жіночих рослинах на довгих ніжках розвиваються по два сім'язачатки. Генеративні органи розвиваються на двадцять п'ятому — тридцятому році життя дерева, тільки тоді з'являється можливість визначити його стать — жіночу чи чоловічу. Запилюються рослини вітром пізньої весни. Через кілька місяців після цього, восени, у запилених сім'язачатків відбувається запліднення, з них дозрівають, а потім опадає жовте насіння, зародок в них розвивається вже після опадання. Насіння округле, дещо нагадує насіння абрикоса, проте мають неприємний запах прогорклого масла (його дає масляна кислота). Насіннєва шкірка складається з трьох шарів: зовнішнього — м'ясистого, жовтувато-бурштинового кольору, середнього — твердого, з поздовжніми ребрами та внутрішнього — тонкого паперового.
Зазвичай мають добре розвинену кореневу систему, стійкі до сильних вітрів та снігових заметів. Деякі дерева досягають віку 2500 років. Восени листя жовтіє і швидко опадає.
Каріотип ґінкго за різними даними відповідає ди-, три-і тетраплоїдного стану, переважають тетраплоїдні рослини: n=8, 4n=32.

## Класифікація
Першу наукову згадку про ґінкго зробив Енґельберт Кемпфер в «Amoenitatum exoticarum» (1712). Він помилково записав його як Ginkgo, Itsjo замість Ginkjo, Itsjo.

У 1690 р. німецький натураліст Енґельберт Кемпфер, перебуваючи у складі голландського посольства в Японії, першим з європейців побачив ґінкго й дав йому сучасну назву Ginkgo, що в перекладі з японської мови мало означати «срібний плід»; так крамарі називали їстівне насіння ґінкго. Карл Лінней у 1771 р. узяв це слово за назву рослини, додавши видовий епітет biloba (дволопатеве). Ґінко з'явилося в Європі приблизно у 1730 р.

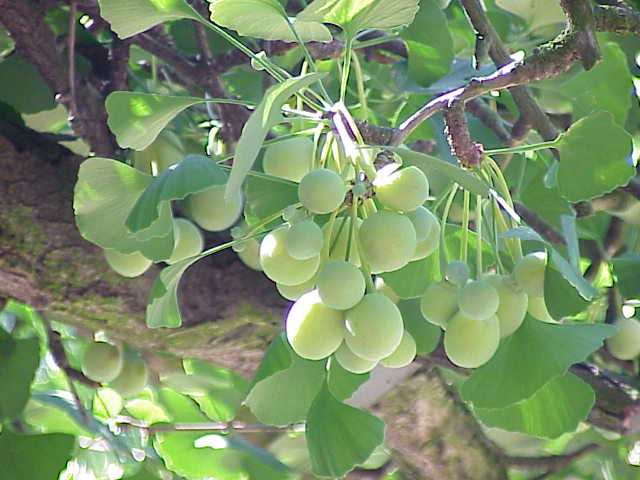
Плоди і листя гінко

## Назва
У Китаї назва дерева ґінкго (銀杏) вимовляється як "і ті: ", що, імовірно, походить від китайського словосполучення (кит. 鴨脚 yājiǎo) «качині лапки», бо листя дерева нагадують їх за формою. Або ж назва «ґінкго» походить від китайської назви рослин gin-kyo, що означає «срібний плід». Стародавні китайські ченці садили це дерево на «святих місцях» біля монастирів. Вони вважали, що рослина з оригінальним дволопатевим віялоподібним листям символізує дві категорії китайської філософії — їнь і ян і є символом мудрості та зосередженості, стійкості та довголіття. Досі у Китаї, Японії, Кореї ґінкго називають «деревом молодості».
Видовий епітет biloba в перекладі з латинської означає дві частки, тому що більшість листя розділені на дві половинки. Зазвичай мають добре розвинену кореневу систему, добре стійкі до сильних вітрів і снігових заметів.

## Будова
Ginkgo biloba — попередник хвойних. Але на відміну від юних родичок-сучасниць, у ґінкго немає голочок. Його листя — голки, що зрослися, восени вони жовтіють і опадають. І плоди ґінкго зовсім не схожі на шишки: формою вони більше нагадують абрикос. Ґінкго — єдиний нині живий представник «перехідної ланки» між папоротями та хвойними.
Насіння його вкрите м'ясистим покровом (як у сливи). Смак насіння солодкуватий. М'якуш плодів і гниючих опале листя жіночих екземплярів мають неприємний запах, тому жіночі рослини не використовують для культурних насаджень. Але в Кореї, Японії та Китаї жіночі дерева навпаки вважаються найкращими, бо вони дають їстівні плоди.
У ґінкго чоловічі та жіночі органи розмноження утворюються на різних деревах.
Деякі дерева досягають віку у 2500 років. Восени листя жовтіє і швидко опадає. Зовні ґінкго схоже на листяне дерево. На його стовбурі розташована розлога крона з широким листям.

## Поширення у світі
Третинний релікт дендрофлори Землі — ґінкго дволопатеве у природних насадженнях зростає на обмеженій території гірських лісів кількох провінцій Китаю у нижній течії р. Янцзі. Світлолюбний вид. Мезофіт та мезотроф. Деревам виду притаманна вітростійкість. Відносно теплолюбна рослина, проте рослини витримують зимові температури до — 30-32 °C (О. Т. Федоров, 1972, 1980; К. К. Калуцький та ін., 1986; В. Я. Заячук, 2008). Успішно культивується у десятках країн Азії, Австралії, Європи, Північної та Південної Америки. Дерева ґінкго дволопатевого є об'єктом промислового плантаційного вирощування, представлені в ботанічних садах та парках, зелених насадженнях міст та сіл.

## Поширення в Україні
У нашій країні, попри 200-річну історію інтродукції ґінкго, дволопатеве залишається раритетним видом. Загальна кількість дорослих дерев, за нашою оцінкою, не перевищує 400—500 екземплярів. Останні 10-15 років інтенсифікувався процес впровадження рослин ґінкго у всіх регіонах держави.
Розведенням гінкго на початку 2000-х років зайнявся рівненський травник Анатолій Терещук. За майже 20 років чоловік розпродав близько 10 тис. саджанців по всій Україні.

## Культура
У Китаї ґінкго — шанована та улюблена рослина. Дерева віком від 100 років заносять у спеціальні охоронні списки. Існує традиція висаджувати ґінкго з нагоди народження дитини, весілля, новосілля тощо.
До XI ст. в Китаї ґінкго був відомий під назвою «качині лапки», адже його листочки дуже схожі на лапки однієї з найулюбленіших китайцями птахів — качки мандаринки. Пізніше дерево стали називати «King Sun Shu» — «дід і онук», оскільки зібрати перші плоди з дерева, посадженого дідом, зможе лише його онук. Різні назви має дерево та інших країнах.
У Японії дерево називають «ґінкго », «білий плід». У Нідерландах — «храмове дерево», «японське горіхове дерево». Англійці називають ґінкго «деревом дівочого волосся». Його листя нагадує їм одне з найніжніших папоротей, відоме як «венерине волосся». Французи охрестили ґінкго «деревом за сорок екю». Така назва пішла з 1780 року від паризького ботаніка-аматора Петіньї. Йому вдалося купити в одного з англійських садівників горщик з п'ятьма маленькими ґінкгові пагони за 25 гіней, тобто по 40 екю за кожне. Ці деревця стали прабатьками майже всіх ґінкго, які тепер ростуть у Франції.
У Німеччині його називають «дерево ґінкго», «дерево Гете», «білий плід», «дерево із золотими плодами», «срібний абрикос», «японське горіхове дерево». Назва «дерево Ґете» зобов'язана своїм походженням вірші великого німецького поета «Ginkgo biloba». Його було написано в 1815 (опубліковано в 1819 в так званій «книзі Зулейки») і присвячено коханій поета — Маріанні фон Віллемер (Зулейке). У вірші листок ґінкго є поетичним чином уявлення автора у тому, що можуть становити єдине ціле.

## Практичне використання
Гінкго добре пристосовується до різних умов і стійке до хвороб. Його вирощують у садах і парках по всьому світу. В Україні ґінкго росте від південного берега Криму й Одеси до Києва й Сум.
Світовий господарський досвід передбачає такі основні напрямки використання дерев ґінкго : ландшафтна архітектура, традиційна та народна медицина, косметологія, харчова промисловість. У Китаї та Японії, де зосереджено найбільше число дорослих дерев, використовується також деревина ґінкго. Деревина використовується в будівництві, меблевому виробництві, для виготовлення предметів побуту, кухонної шини, тарі, а кора — як замінник кірки. Речі виготовлені з деревини ґінкго не пошкоджуються комахами  та гризунами (Е.В. Вульф, 1969; К.К. Калуцький та ін., 1986).

## Види
- †G. adiantoides
- † G. apodes
- G. biloba
- †G. cranei
- †G. digitata
- †G. dissecta
- †G. gardneri
- †G. ginkgoidea
- †G. henanensis
- †G. huolinhensis
- †G. huttonii
- †G. yimaensis